# Melomys bannisteri
Melomys bannisteri  (Kitchener & Maryanto, 1993) è un roditore della famiglia dei Muridi endemico dell'Isola di Kai Besar, nelle Isole Molucche.

## Descrizione

### Dimensioni
Roditore di piccole dimensioni, con la lunghezza della testa e del corpo tra 111,6 e 114,5 mm, la lunghezza della coda tra 106,4 e 117,6 mm, la lunghezza del piede tra 23,2 e 25,5 mm, la lunghezza delle orecchie tra 12,8 e 15,1 mm e un peso fino a 61.5 g.

### Aspetto
Le parti superiori sono bruno-rossastre, i fianchi sono giallo-brunastri, mentre le labbra e le parti ventrali sono bianche. Il dorso delle zampe e le guance sono color crema. Le orecchie sono ricoperte di peli bruno-rossastri. Le vibrisse sono nere e lunghe fino a 40 mm. La coda è lunga circa come la testa ed il corpo, bruno-grigiastra sopra e più chiara sotto, ricoperta da 11-12 anelli di scaglie per centimetro, ognuna corredata da 3 peli.

## Biologia

### Comportamento
È una specie arboricola.

## Distribuzione e habitat
Questa specie è endemica dell'isola di Kai Besar, nelle Isole Molucche centrali. Probabilmente è presente anche nella vicina isola di Taam.
Vive nelle foreste umide tropicali fino a 500 metri di altitudine.

## Conservazione
La IUCN Red List, considerato l'areale limitato ad una sola località e l'intensivo disboscamento a cui è soggetta, classifica M.bannisteri come specie in pericolo (EN).